# Baltic Cup 1930
Der Baltic Cup 1930 war die 3. Austragung des Turniers der Baltischen Länder, dem Baltic Cup. Das Turnier für Fußballnationalteams fand zwischen dem 15. und 17. August 1930 in Litauen statt. Ausgetragen wurden die Spiele im Kariuomenės Stadionas in Kaunas. Die Litauische Fußballnationalmannschaft gewann den Titel. Der deutsche Schiedsrichter Georg Muntau leitete die drei Länderspiele. Torschützenkönig wurde der Lette Ēriks Pētersons vom Riga FK.

## Gesamtübersicht
Tabelle nach Zwei-Punkte-Regel.
| Pl. | Land     | Sp. | S | U | N | Tore    | Diff. | Punkte |
| --- | -------- | --- | - | - | - | ------- | ----- | ------ |
| 1.  | Litauen  | 2   | 1 | 1 | 0 | 005:400 | +1    | 03     |
| 2.  | Lettland | 2   | 1 | 1 | 0 | 006:500 | +1    | 03     |
| 3.  | Estland  | 2   | 0 | 0 | 2 | 003:500 | −2    | 0      |

## Litauen gegen Estland
| Litauen                                           | Litauen | Estland | Estland |
| ------------------------------------------------- | --- | --- | ------- |
| Litauen                                           | \| 15. August 1930 in Kaunas (Kariuomenės Stadionas) \| \| Ergebnis: 2:1 (0:0) \| \| Zuschauer: 2.600 \| \| Schiedsrichter: Georg Muntau ( Deutsches Reich) \| \| Spielbericht \| | \| 15. August 1930 in Kaunas (Kariuomenės Stadionas) \| \| Ergebnis: 2:1 (0:0) \| \| Zuschauer: 2.600 \| \| Schiedsrichter: Georg Muntau ( Deutsches Reich) \| \| Spielbericht \|                                                                                         | Estland |
| Litauen                                           | Viktoras Abramikas, Vilhelmas Nopensas , Gustavas Gvildys, Romualdas Marcinkus (30. Ričardas Bukšaitis), Vilhelmas Žardenikas, Ričardas Rutkauskas, Jonas Brazauskas, Antanas Lingis, Stepas Chmelevskis, Albertas Zekas, Vilius Trumpjonas (46. Jaroslavas Citavičius) Cheftrainer: Vinzenz Dittrich ( Österreich) | Evald Tipner, Eugen Einman, Artur Tarimäe, Otto Reinlo, Karl-Rudolf Sillak (46. Bernhard Rein), Heinrich Paal , Heinrich Koort (46. Karl-Richard Idlane), Arnold Laasner, Friedrich Karm, Eduard Ellman-Eelma, Johannes Brenner Cheftrainer: Friedrich Kerr ( Österreich) | Estland |
| Litauen                                           | 1:1 Jaroslavas Citavičius (65.) 2:1 Antanas Lingis (67.) | 0:1 Friedrich Karm (49.) | Estland |
| 15. August 1930 in Kaunas (Kariuomenės Stadionas) | | |         |
| Ergebnis: 2:1 (0:0)                               | | |         |
| Zuschauer: 2.600                                  | | |         |
| Schiedsrichter: Georg Muntau ( Deutsches Reich)   | | |         |
| Spielbericht                                      | | |         |

## Lettland gegen Estland
| Lettland                                          | Lettland | Estland | Estland |
| ------------------------------------------------- | --- | --- | ------- |
| Lettland                                          | \| 16. August 1930 in Kaunas (Kariuomenės Stadionas) \| \| Ergebnis: 3:2 (2:2) \| \| Zuschauer: 3.500 \| \| Schiedsrichter: Georg Muntau ( Deutsches Reich) \| \| Spielbericht \|                                                               | \| 16. August 1930 in Kaunas (Kariuomenės Stadionas) \| \| Ergebnis: 3:2 (2:2) \| \| Zuschauer: 3.500 \| \| Schiedsrichter: Georg Muntau ( Deutsches Reich) \| \| Spielbericht \|                                                                                       | Estland |
| Lettland                                          | Viktors Vizla (46. Harijs Lazdiņš), Fricis Laumanis, Voldemārs Roze, Rūdolfs Kronlaks (46. Aleksandrs Stankus), Arkādijs Pavlovs, Voldemārs Žins, Ēriks Pētersons, Fricis Dambrēvics, Roberts Blūmentāls, Voldemārs Grāvelis, Voldemārs Bērziņš | Evald Tipner, Voldemar Peterson, Artur Tarimäe, Otto Reinlo, Bernhard Rein, Karl-Richard Idlane (46. Karl-Rudolf Sillak), Heinrich Paal , Arnold Pihlak, Friedrich Karm, Eugen Einman (56. Eduard Ellman-Eelma), Adolf Rüütel Cheftrainer: Friedrich Kerr ( Österreich) | Estland |
| Lettland                                          | 1:0 Ēriks Pētersons (11.) 2:0 Voldemārs Žins (15.) 3:2 Fricis Dambrēvics (56.) | 1:2 Eugen Einman (18.) 2:2 Friedrich Karm (38.) | Estland |
| 16. August 1930 in Kaunas (Kariuomenės Stadionas) | | |         |
| Ergebnis: 3:2 (2:2)                               | | |         |
| Zuschauer: 3.500                                  | | |         |
| Schiedsrichter: Georg Muntau ( Deutsches Reich)   | | |         |
| Spielbericht                                      | | |         |

## Litauen gegen Lettland
| Litauen                                           | Litauen | Lettland | Lettland |
| ------------------------------------------------- | --- | --- | -------- |
| Litauen                                           | \| 17. August 1930 in Kaunas (Kariuomenės Stadionas) \| \| Ergebnis: 3:3 (1:1) \| \| Zuschauer: 5.000 \| \| Schiedsrichter: Georg Muntau ( Deutsches Reich) \| \| Spielbericht \| | \| 17. August 1930 in Kaunas (Kariuomenės Stadionas) \| \| Ergebnis: 3:3 (1:1) \| \| Zuschauer: 5.000 \| \| Schiedsrichter: Georg Muntau ( Deutsches Reich) \| \| Spielbericht \|                                                                | Lettland |
| Litauen                                           | Vilhelmas Gvildys, Vilhelmas Nopensas , Gustavas Gvildys, Ričardas Rutkauskas, Romualdas Marcinkus (20. Ričardas Bukšaitis), Vilhelmas Žardenikas, Jonas Brazauskas, Antanas Lingis, Albertas Zekas, Stepas Chmelevskis, Jaroslavas Citavičius Cheftrainer: Vinzenz Dittrich ( Österreich) | Harijs Lazdiņš, Voldemārs Grāvelis, Voldemārs Roze, Rūdolfs Kronlaks, Voldemārs Bērziņš, Arkādijs Pavlovs, Voldemārs Žins (46. Hermanis Jēnihs), Ēriks Pētersons, Fricis Dambrēvics, Roberts Blūmentāls, Aleksandrs Stankus (46. Kārlis Karsons) | Lettland |
| Litauen                                           | 1:0 Jaroslavas Citavičius (32.) 2:1 Antanas Lingis (46.) 3:3 Stepas Chmelevskis (89.) | 1:1 Ēriks Pētersons (37.) 2:2 Ēriks Pētersons (61.) 2:3 Ēriks Pētersons (64.) | Lettland |
| 17. August 1930 in Kaunas (Kariuomenės Stadionas) | | |          |
| Ergebnis: 3:3 (1:1)                               | | |          |
| Zuschauer: 5.000                                  | | |          |
| Schiedsrichter: Georg Muntau ( Deutsches Reich)   | | |          |
| Spielbericht                                      | | |          |